# Ferdinand Édouard Buisson

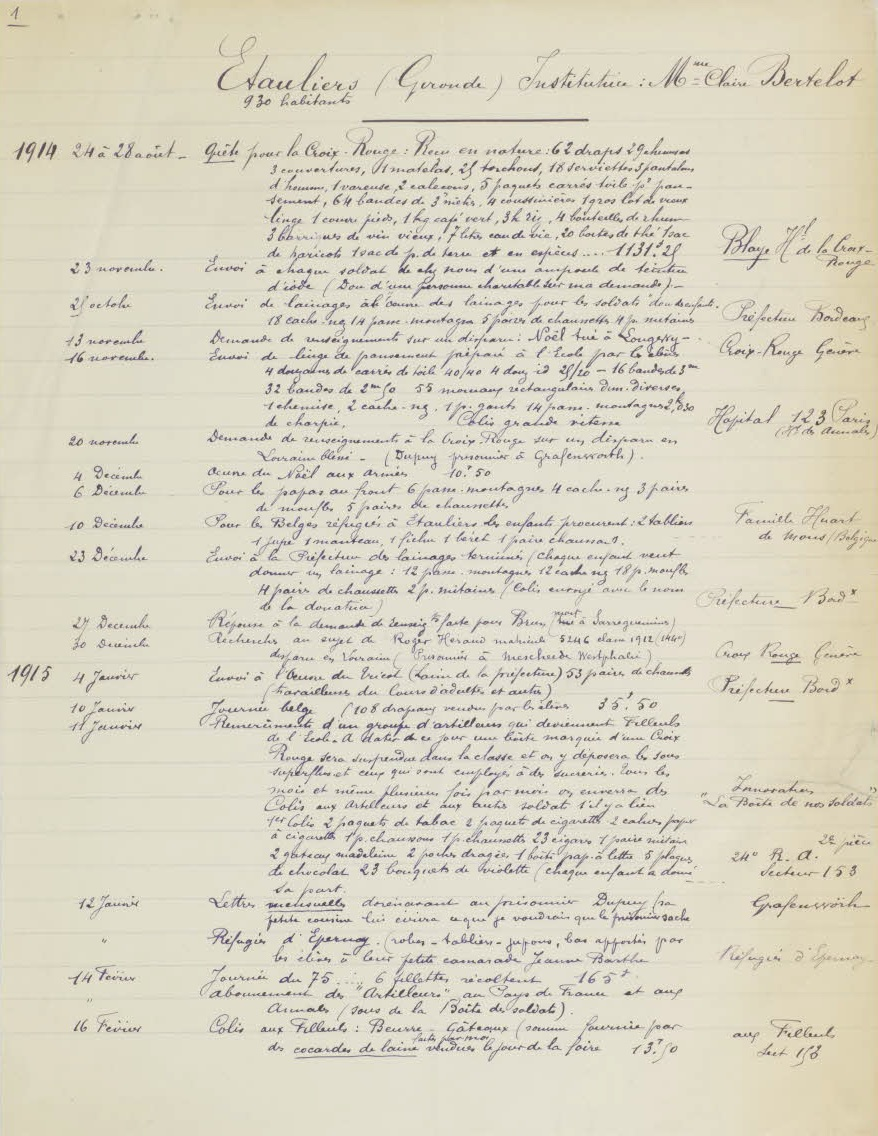
Relatório de Claire Bertelot, professora da escola Etauliers, a Ferdinand Buisson, inspetor geral da educação pública, sobre suas atividades em 1914-1918. 25 de junho de 1918. Arquivos Nacionais da França

Ferdinand Édouard Buisson (Paris, 20 de Dezembro de 1841 — Paris, 16 de Fevereiro de 1932) foi um acadêmico francês, burocrata educacional, político pacifista e socialista radical (liberal de esquerda). Ele presidiu a Liga da Educação de 1902 a 1906 e a Liga dos Direitos Humanos (LDH) de 1914 a 1926. Em 1927, o Prêmio Nobel da Paz foi concedido a ele juntamente com Ludwig Quidde. Filósofo e educador, foi Diretor da Educação Básica. Ele foi o autor de uma tese sobre Sebastian Castellio, em quem ele viu um "protestante liberal" em sua imagem. Ferdinand Buisson era o presidente da National Association of Freethinkers. Em 1905, ele presidiu a comissão parlamentar para implementar a separação entre Igreja e Estado. Famoso por sua luta pela educação secular através da Liga da Educação, ele cunhou o termo laïcité ("secularismo").

## Biografia
Ferdinand Buisson era aluno do Lycée Condorcet e então recebeu sua agregação em filosofia. Figura histórica do protestantismo liberal, exilou-se voluntariamente na Suíça durante o Segundo Império, de 1866 a 1870, por se recusar a jurar lealdade ao novo governo.

## Carreira
Buisson era um professor do que se tornou a Universidade de Neuchâtel. Começando em 1867, ele participou de três conferências internacionais da Liga da Paz e Liberdade. No último congresso em Lausanne em 1869, ele leu um discurso. Enquanto isso, ele tentou estabelecer uma igreja protestante liberal, chamando os pastores Jules Steeg e Felix Pécaut. Após o anúncio da proclamação da República, ele retornou à França e se envolveu ativamente nas iniciativas políticas e sociais do município do 17º arrondissement. Em dezembro de 1870, ele se tornou chefe do orfanato municipal do 17º arrondissement, o primeiro orfanato secular, que mais tarde se tornou o orfanato do Sena. Recusando-se a ensinar filosofia por estar mais disposto a trabalhar para as crianças mais pobres, foi graças à amizade com o ministro da Instrução Pública, Jules Simon, que foi nomeado diretor das escolas de Paris. Preocupado com o futuro das crianças do orfanato, ele se conectou com o filantropo Joseph Gabriel Prevost e colocou as crianças em seu orfanato Prévost em Cempuis. Em 1880, nomeou Paul Robin como diretor do orfanato.
De 1879 a 1896, Buisson foi chamado por Jules Ferry, o sucessor de Jules Simon, a Diretoria de Educação Primária. Em 1890, ele se tornou professor de educação na Sorbonne. Ele supervisionou o trabalho de escrever e projetar as leis do secularismo. Em 1905, ele foi o presidente da comissão parlamentar que redigiu o texto da lei de separação entre Igreja e Estado. Em 1898, como partidário de Alfred Dreyfus, Buisson participou da criação da Liga Francesa de Direitos Humanos, da qual foi presidente de 1913 a 1926. Deputado do Sena de 1902 a 1914, depois de 1919 a 1924, foi um particularmente forte defensor da educação profissional e obrigatória direito de voto para as mulheres.
Buisson simpatizava com o sufrágio feminino, ao contrário da maioria dos radicais, e era relatora do comitê que examinou a proposta de Paul Dussaussoy para o sufrágio feminino limitado. O projeto de lei foi empurrado para o fim da agenda do comitê de regras de votação. O Presidente da comissão julgou importante separar a questão dos votos para mulheres da questão mais importante da representação proporcional, que foi considerada em primeiro lugar. Buisson apresentou um relatório separado sobre o sufrágio feminino em 16 de julho de 1909, alguns meses após a morte de Dussaussoy. O relatório de Buisson apoiou a proposta.
Ferdinand Buisson também foi o principal contratante de um projeto editorial notável, o Dictionnaire de pédagogie et d'instruction primaire, para cuja redação ele se cercou de mais de 350 funcionários. A primeira edição foi publicada pela Hachette entre 1882 e 1887. Uma nova edição foi publicada em 1911. Não se limitando ao papel de responsabilidade editorial, Buisson escreveu verbetes como Secularismo, Intuição e Oração. Seu dicionário é considerado a "Bíblia" do sistema escolar secular republicano e introduziu o conceito de uma substituição religiosa secular. O Ministro da Educação, Vincent Peillon, foi um de seus discípulos. Apoiador desde o início da Liga das Nações, Buisson então se dedicou à reaproximação franco-alemã, especialmente após a ocupação do Ruhr em 1923, convidando pacifistas alemães para Paris e viajando para Berlim. Ele recebeu o Prêmio Nobel da Paz em 1927 com o professor alemão Ludwig Quidde.

## Obras (em francês)
- Le Christianisme libéral, Cherbuliez, Paris, 1865;
- De l'enseignement de l'histoire sainte dans les écoles primaires, 1869;
- Sébastien Castellion, sa vie, son œuvre, Hachette, Paris, 1892, 2 tomes, prix Marcelin Guérin de l’Académie française;
- La Religion, la Morale et la Science, quatre conférences. Fischbacher, Paris, 1900;
- Libre Pensée et protestantisme libéral, quatre lettres au Protestant et réponses de Charles Wagner. Fischbacher, Paris, 1903, rééd.Théolib, 2009 (ISBN 978-2-36500-021-5);
- Condorcet. Réédition: Alcan, Paris, 1929;
- Dictionnaire de pédagogie et d'instruction primaire (1887) Alcan, Paris, 1929;
- Nouveau dictionnaire de pédagogie et d'instruction primaire , Paris, Hachette, 1911, sur site www.inrp.fr.;
- Éducation et République. Choix de 111 textes, effectué par Pierre Hayat, avec des notes et une présentation, aux éditions Kimé, Paris, 2003 (ISBN 2-84174-293-8);
- La Politique radicale, 1908;
- Le Vote des femmes, Paris, H. Dunod et E. Pinat, 1911;
- L'avenir du sentiment religieux (1914), Fischbacher, 1923;
- Le Fonds religieux de la morale laïque, in Revue pédagogique;
- Sommes-nous tous des libres croyants? Libre pensée et protestantisme libéral, Éditions Le Foyer de l'Âme/Église réformée de la Bastille, 1992 (coauteur : le pasteur Charles Wagner);
- Souvenirs, Fischbacher, 1916);
- L'École et la nation en France, L'Année pédagogique, 1913;
- Conférence sur l'enseignement intuitif (31 août 1878), publiée dans Les Conférences pédagogiques faites aux instituteurs délégués à l'Exposition universelle de 1878.

## Referência
1. 1 2  «Ferdinand Buisson». Wikipedia (em inglês). 31 de maio de 2020. Consultado em 20 de dezembro de 2020
2. 1 2  McMillan, James F. (2000), France and Women, 1789–1914: Gender, Society and Politics, Psychology Press, p. 207, ISBN 978-0-415-22602-8
3. ↑  Cabanel, Patrick (2017), Ferdinand Buisson: Père de l'école laïque (in French), Labor et Fides, p. 31, ISBN 978-2-8309-5083-0
4. ↑  Gazdar, Kaevan (2016), Feminism's Founding Fathers: The Men Who Fought for Women's Rights, John Hunt Publishing, p. 56, ISBN 978-1-78099-161-0